# Idiocerus wiyotus
Idiocerus wiyotus är en insektsart som beskrevs av Bliven 1954. Idiocerus wiyotus ingår i släktet Idiocerus och familjen dvärgstritar. Inga underarter finns listade i Catalogue of Life.